# Федорцы
Федорцы́ (укр. Федірці) — бывшее село, с 2012 историческая местность Харькова, находящаяся в Немышлянском районе города.
До того входило в Пономаренковский сельский совет Харьковского района Харьковской области.
Код КОАТУУ — 6325183008. Население по переписи 2001 года составляет 305 (139/166 м/ж) человек.
С 2012 года село входит в черту города.

## Географическое положение
Федорцы находятся правом берегу небольшой реки Жихорец в балке Мокрый Жихарь между сёлами Молчаны, расположенным ниже по течению, и Павленки, находящемся выше по течению.
Примыкало до 2012 года к бывшей границе города Харьков в районе Харьковского аэропорта.

## История
- Конец 18 либо начало 19 века (до 1860-х) — дата основания на правом (западном) склоне балки Мокрый Жихарь хуторов Федорцы.[6]
- 1917 — официальная дата основания села согласно сайту Верховной Рады, хотя оно присутствовало на картах Харьковской губернии XIX века[7] на правом склоне балки. На деле 1917 год — официальная дата основания Пономаренковского сельсовета, куда входят Федорцы; к дате основания села не имеет отношения.
- В 1940 году, перед Второй мировой войной, на хуторе Федорцы были 33 двора и ветряная мельница.[8]
- Согласно постановлению ВР «Про смену и установление границ Харькова, Дергачёвского и Харьковского районов Харьковськой области» от 6 сентября 2012 года № 5215-VI село было включено в городскую черту Харькова.[3]
- 24 января 2013 года Пономаренковский сельский совет исключил из своего состава данное село.[3]
- 5 марта 2013 года Харьковский областной совет исключил из учётных данных сёла Горбани, Павленки и Федорцы.[3]

## Экология
- Над селом проходит глиссада Харьковского международного аэропорта.